# فرودگاه بین‌المللی گمب لاوانتی

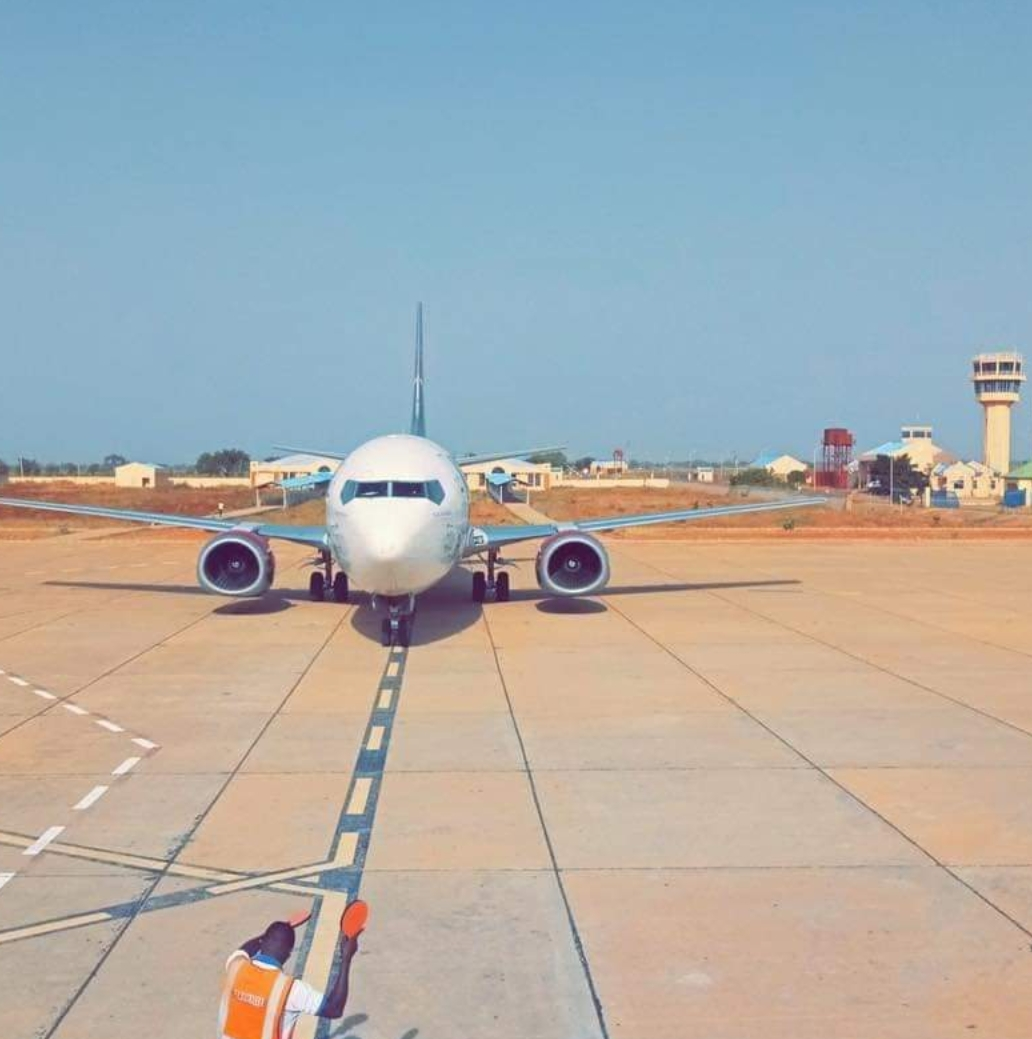
فرودگاه گمب

فرودگاه بین‌المللی گمب لاوانتی (به انگلیسی: Gombe Lawanti International Airport) یک فرودگاه همگانی با کد یاتا GMO است که یک باند فرود آسفالت دارد. این فرودگاه در کشور نیجریه قرار دارد.

## شرکت‌های هواپیمایی و مقصدهای پروازی
| شرکت‌های هواپیمایی | مقصدهای پروازی |
| ----------------- | -------------- |
| آریک ایر          | ننامدی آزیکیوه |